# Livre de Mac Carthaigh
Le Livre de Mac Carthaigh  (anglaisː Mac Carthaigh’s Book) est une collection d'annales 
couvrant la période de 1114 à 1437 qui a été compilée à partir de sources plus anciennes par 
Florence MacCarthy (en), (c. 1560–1640) un noble irlandais  emprisonné pendant des années à Londres. Il était le mécène de savants et un érudit à part entière. Pendant son séjour à Londres en 1633 il emploie Diarmaid Ó Súilleabháin (en). Il a également conservé le livre dans son château jusqu'à ce qu'il soit mis à sac par Radhulbh MacAmlaoibh, puis son clan en a pris le contrôle, et ils ont recopié et compilé ces annales pour lui.
Le manuscrit original est actuellement détenu par la National Library of Ireland. Les annales furent éditées et traduite par  Séamus Ó hInnse et publiées en 1947 par le  Dublin Institute for Advanced Studies sous le titre  ‘Miscellaneous Irish Annals’.
Le livre de Mac Carthaigh est important car il est l'un des rares documents autochtones sur les événements survenus dans le sud de l'Irlande pour la période qu'il couvre et il fournit des informations sur l'effet de l'invasion normande sur le Munster. En plus de s'appuyer sur d'autres annales irlandaises, il s'est appuyé sur certaines sources étrangères, notamment Expugnatio Hibernica écrit par Giraldus Cambrensis.

## Article lié
- Chroniques d'Irlande

## Sources
- (en) Séamus Ó hInnse, Miscellaneous Irish Annals, Dublin, Dublin Institute for Advanced Studies, 1947.
- (en) Robert Welsh, Oxford Concise Companion to Irish Literature, 1996 (ISBN 0-19-280080-9)